# Harald Seeger
Harald Seeger (Brandenburg an der Havel, 1 april 1922 – Wandlitz, 18 mei 2015) was een voetballer uit Oost-Duitsland, die vooral naam maakte als voetbaltrainer. Hij was eind jaren zestig bondscoach van de nationale ploeg van Oost-Duitsland.
Op 6 december 1967 werd Seeger door de Oost-Duitse voetbalbond aangesteld als opvolger van de Hongaarse trainer-coach Károly Sós. Onder zijn leiding speelde Oost-Duitsland in totaal vijftien (inclusief officieuze) interlands: vijf overwinningen, vijf gelijke spelen en vijf nederlagen. Nadat de DDR op 22 november 1969 door Italië werd uitgeschakeld voor deelname aan het WK voetbal 1970 moest Seeger op 1 januari 1970 plaatsmaken voor Georg Buschner. Seeger ging daarna aan de slag bij 1. FC Union Berlin.
Hij overleed op 93-jarige leeftijd.